# Občina Komenda
Občina Komenda je ena od občin v Republiki Sloveniji s središčem v Komendi. Največje naselje so Moste pri Komendi, Poslovna cona Žeje pri Komendi pa je naselje brez stalnih prebivalcev. Ustanovljena je bila 1994 z izločitvijo iz takratne Občine Kamnik. Prebivalstvo v novejšem obdobju močno narašča. 

## Naselja v občini
Breg pri Komendi, Gmajnica, Gora pri Komendi, Klanec, Komenda, Komendska Dobrava, Križ, Mlaka, Moste, Nasovče, Podboršt pri Komendi, Poslovna cona Žeje pri Komendi, Potok pri Komendi, Suhadole, Žeje pri Komendi; nekdanje naselje: Kaplja Vas